# Ludwik Bujacz
Ludwik Bujacz (ur. 26 czerwca 1910 w Kleszczowie, zm. 19 sierpnia 1946) – polski duchowny rzymskokatolicki.

## Życiorys
Urodził się 26 czerwca 1910 w Kleszczowie jako syn Józefa. W latach 30. kształcił się w seminarium diecezjalnym w Łodzi. Otrzymał święcenia kapłańskie. Podczas II wojny światowej został aresztowany przez Niemców, był osadzony w obozach koncentracyjnych Auschwitz-Birkenau i Dachau (KL).
Po wojnie powrócił do Polski i według informacji prasowej był krytykowany przez hierarchów kościelnych za otwarte głoszenie swoich poglądów. Do końca życia był wikariuszem w parafii św. Franciszka z Asyżu w Łodzi. Był autorem publikacji pt. Obóz koncentracyjny Dachau. Napisał na podstawie własnych przeżyć, wydanej w 1946.
Zmarł 19 sierpnia 1946. Postanowieniem prezydenta Bolesława Bieruta z 17 kwietnia 1948 został pośmiertnie odznaczony Krzyżem Oficerskim Orderu Odrodzenia Polski za wybitne zasługi położone w walce o Demokrację i Niepodległość.